# Eledona hellenica
Eledona hellenica – gatunek chrząszcza z rodziny czarnuchowatych i podrodziny Tenebrioninae.
Gatunek ten opisany został po raz pierwszy w 1885 roku przez Edmunda Reittera pod nazwą Heledona hellenica.
Chrząszcz o ciele długości od 3,8 do 4,6 mm, dłuższym niż szerszym, ale dość krótkim, silnie wysklepionym, prawie walcowatym. Bardzo szeroka głowa ma nieco kanciaste policzki; u samca ma na krawędzi dwa małe ząbki. Bardzo krótkie, sięgające ledwie do połowy długości przedplecza czułki zwieńczone są pięcioczłonowymi, jajowatymi buławkami. Boczne krawędzie przedplecza są prawie gładkie.
Gatunek palearktyczny, podawany z europejskiej części Turcji, południowych skrajów Bułgarii, Grecji i Włoch. Doniesienia z Chorwacji i Hiszpanii uznawane są za wątpliwe.